# Ohola et Oholiba
Ohola (en hébreu אהלה) et Oholiba (אהליבה) sont les noms donnés par le prophète Ézéchiel à deux sœurs représentant l'une le royaume d'Israël (Samarie) et le royaume de Juda, dans la Bible hébraïque. Elles sont mentionnées au chapitre 23 du livre d'Ézéchiel. Ohola signifie « sa tente » et Oholiba « ma tente est en elle ». Elles sont décrites comme des prostituées et des femmes adultères qui se livrent à des amants étrangers : le prophète dénonce ainsi l'idolâtrie et les alliances politiques des royaumes d'Israël et de Juda avec des nations païennes (Égyptiens, Assyriens, Chaldéens...). En raison de ses crimes, Ohola est emmenée en captivité, maltraitée et mise à mort. Le prophète annonce un avenir semblable pour Oholiba. Le rapprochement entre idolâtrie et adultère est courant chez les prophètes de la Bible hébraïque. L'auteur utilise un langage très imagé, indiquant par exemple que la vigueur des amants d'Oholiba était « celle des ânes » et « leur rut celui des étalons » (23, 20). Montesquieu relève ce passage, pour en déduire que la Bible ne doit pas être lue par tous.